# 凯·苏伊卡宁
凯·苏伊卡宁（芬蘭語：Kai Suikkanen，1959年6月29日—），芬兰男子冰球运动员。他曾代表芬兰参加1988年冬季奥林匹克运动会冰球比赛，获得一枚银牌。他于1991年结束运动生涯。